# مانشستر سيتي موسم 2016–17
كان موسم 2016–17 هو الموسم الـ115 لنادي مانشستر سيتي لكرة القدم في كرة القدم التنافسية، والموسم الـ88 في كرة القدم الإنجليزية والموسم الـ20 في الدوري الإنجليزي الممتاز.  إلى جانب الدوري، تنافس النادي أيضًا في دوري أبطال أوروبا (للسنة السادسة على التوالي)، وكأس الاتحاد الإنجليزي وكأس الرابطة. ويغطي الموسم الفترة من 1 يوليو 2016 إلى 30 يونيو 2017.